# 8209-es mellékút (Magyarország)
A 8209-es számú mellékút egy négy számjegyű mellékút Fejér vármegye északnyugati részén.

## Nyomvonala
A 81-es főútból indul ki, annak 20+850-es kilométerszelvényénél, délnyugati irányban, Bodajk külterületén. 1,2 kilométer megtétele után keresztezi a MÁV 5-ös számú Székesfehérvár–Komárom-vasútvonalát, Csókakő megállóhely északnyugati végén, majd 1,4 kilométer után a Bodajk–Balinka-vasútvonalat is. Majdnem pontosan a 2. kilométerénél torkollik bele, délkelet felől a 8204-es út, 12 kilométer megtétele után.
Végighalad Bodajk központjának északi részén, majd bő 3 kilométer után kilép a kisváros belterületéről. Kevéssel az 5. kilométere előtt keresztezi a Gaja-patakot, majd eléri Balinka első házait. Egy darabig még a két település határvonalát képezi, 5,5 kilométer után lép teljesen balinkai területre. Utolsó szakaszán északnak fordul, a 8+900-as kilométerszelvényénél ismét keresztezi a vasutat, majd a 8216-os útba torkollva ér véget, annak 25+750-es kilométerszelvénye közelében.
Teljes hossza, az országos közutak térképes nyilvántartását szolgáló kira.gov.hu adatbázisa szerint 9,251 kilométer.

## Képgaléria

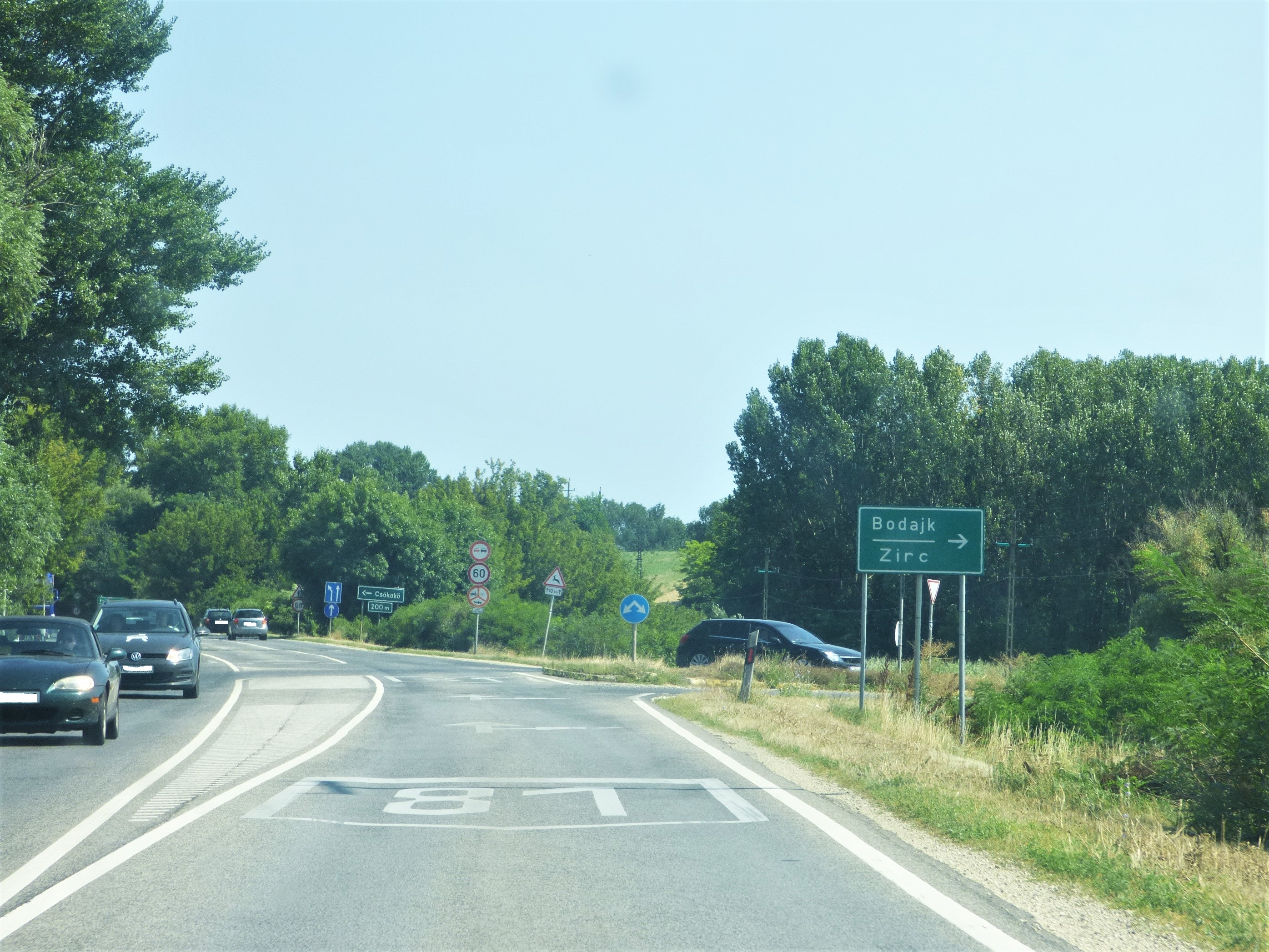
A 8209-es út kiágazása a 81-es főútból
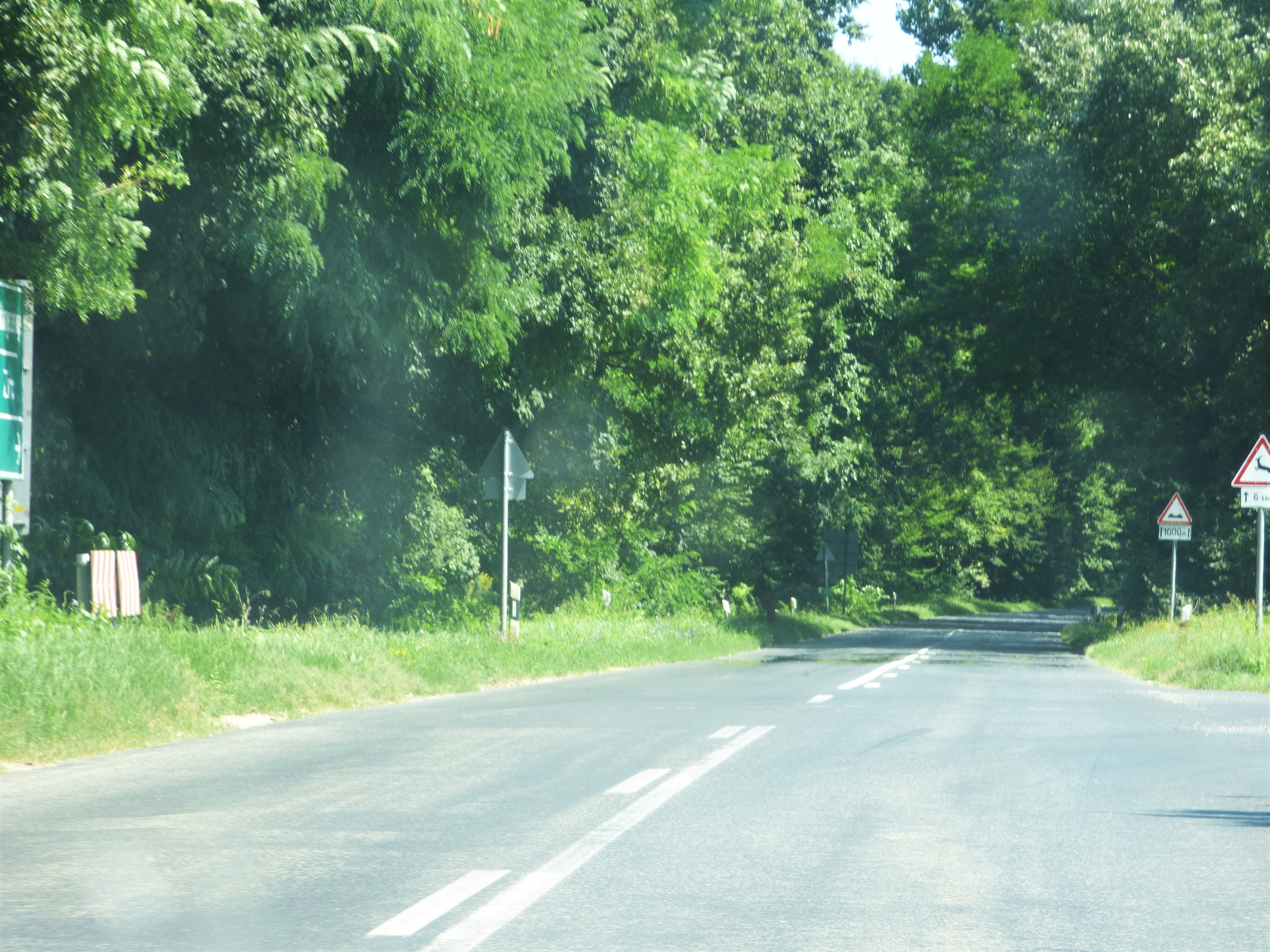
A 8216-os út Balinkánál, jobbra a 8209-es betorkollása
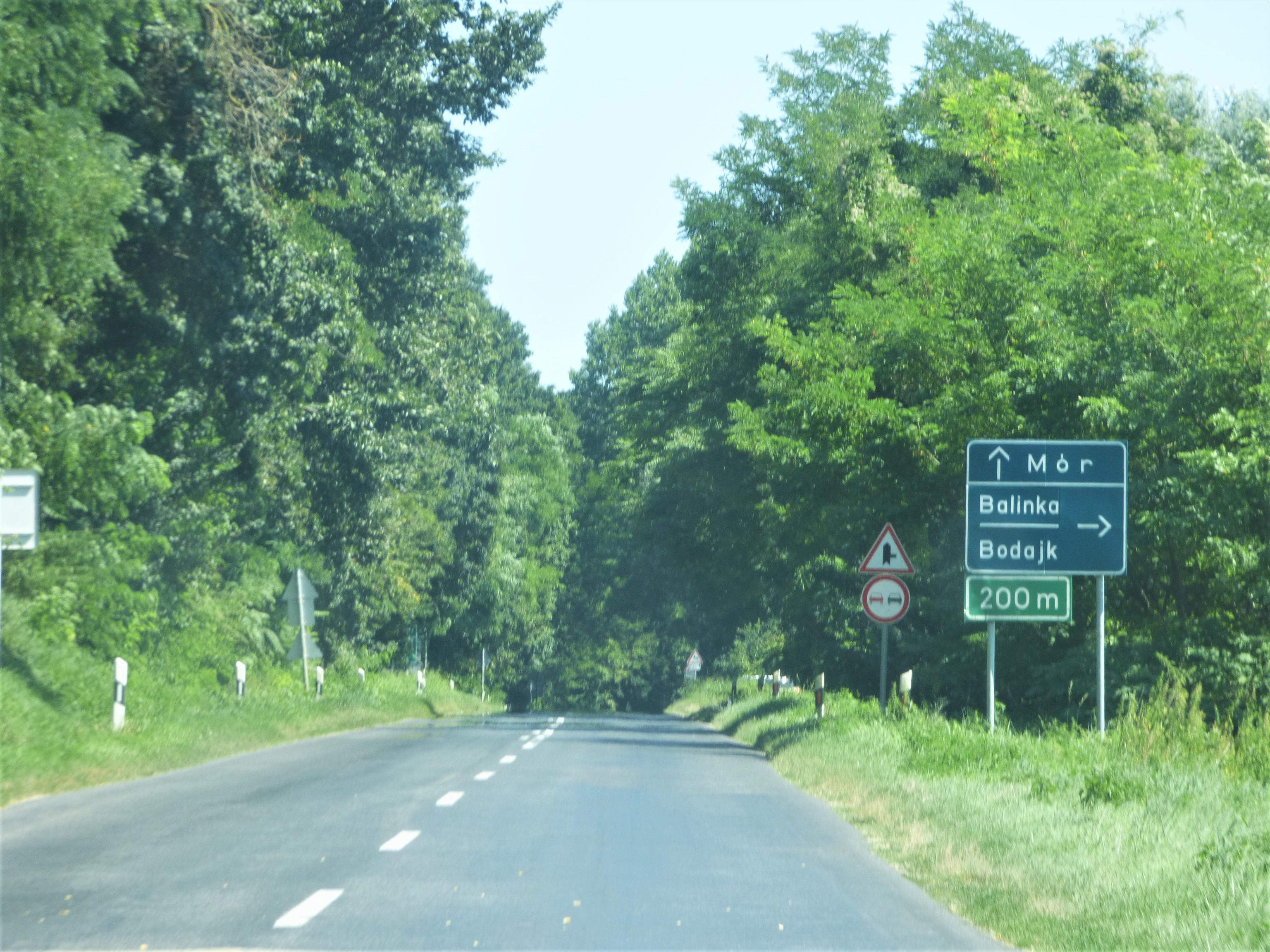
A 8209-es út kiágazásának előjelző táblája a 8216-os út balinkai szakaszán Szápár felől